# Stazione di Porto di Vasto
La stazione di Porto di Vasto è una stazione ferroviaria, posta sulla ferrovia Adriatica, a servizio della zona nord della città di Vasto.

## Storia
Il 19 febbraio 1997 venne attivato il nuovo fabbricato viaggiatori.

## Movimento
Effettuano fermata presso la stazione i treni regionali gestiti dalle imprese ferroviarie TUA e Trenitalia nell'ambito del contratto di servizio stipulato con la Regione Abruzzo.

## Servizi
La stazione dispone dei seguenti servizi:
- Biglietteria automatica
- Sala d'attesa

## Interscambi
La stazione è connessa con i seguenti interscambi:
- Fermata autobus urbani